# Pteromicra apicata
Pteromicra apicata är en tvåvingeart som först beskrevs av Friedrich Hermann Loew 1876.  Pteromicra apicata ingår i släktet Pteromicra och familjen kärrflugor.
Artens utbredningsområde är Northwest Territories, Kanada. Inga underarter finns listade i Catalogue of Life.